# ۳٬۲٬۱-تری‌کلروپروپیلن
۳،۲،۱-تری‌کلروپروپیلن (به انگلیسی: 1,2,3-Trichloropropane) با فرمول شیمیایی C
3H
5Cl
3 یک ترکیب شیمیایی است. که جرم مولی آن 147.43 g می‌باشد. شکل ظاهری این ترکیب، بی رنگ یا مایع زرد است.